# Vídeňský slepičák
Vídeňský slepičák, též vídeňský slepičák straka či pouze slepičák, je plemeno holuba domácího rakouského původu. Je to velký, silný a pyšně vypadající pták s dlouhým, vzpřímeným krkem, širokou hrudí, krátkými rovnými zády, pozdviženým ocasem a velice dlouhýma nohama. Typickým znakem vídeňského slepičáka je klenutá, klabonosá, tzv. orlí hlava, a kresba opeření, která se u žádného jiného plemene holubů nevyskytuje: Jedná se o modifikovanou pštrosí kresbu, základní barva peří je bílá, barevná je hlava a velká náprsenka, která je od ohbí křídel oddělena jen úzkým bílým proužkem, barevné jsou i štíty křídel a ocas. Ruční letky jsou bílé. Od ozobí se přes hlavu až do záhlaví táhne úzká bílá pěšinka, která rozděluje jinak barevné opeření hlavy.
Chov vídeňského slepičáka má ve Střední Evropě tradici a chová se i v Česku, i když nikdy to nebylo masově rozšířené plemeno. V seznamu plemen EE a v českém vzorníku plemen se řadí do plemenné skupiny slepičáků a to pod číslem 0202.

## Historie
Plemeno vzniklo v Horním Rakousku křížením florentského slepičáka, norimberské bagdety a dnes již vyhynulých tureckých holubů, kteří se podobali dnešním indiánům. První vyobrazení slepičáka pochází z konce 60. let 19. století a v té době už měl současnou podobu.

## Popis
Vídeňský slepičák je plemeno velkého tělesného rámce, který se tělesnými tvary podobá slepici. Postava je mohutná, kolíbkovitého tvaru, avšak poněkud delší ve srovnání s florentýnem či maltézským slepičákem. Společně s nimi představuje vertikální typ slepičáka, ptáci jsou velmi vysocí a dorůstají výšky až 45 cm.
Hlava je výrazně klenutá a protáhlá a plynule přechází ve středně dlouhý, silný narůžovělý zobák. Profil holuba tvoří ničím nerušený, pravidelný oblouk. Zobák je na špici mírně zahnutý. Ozobí je dobře vyvinuté, velice široké, dlouhé a nízké. U starších ptáků je ozobí poněkud vrásčité. Oči jsou poměrně velké, s oranžovou až červenou duhovkou, obočnice je tvořená několika karmínově červenými pruhy, které dobře přiléhají k hlavě. Krk je dlouhý, štíhlý, vzpřímeně nesený a široce vystupuje z ramen ptáka. Hrdlo je dobře vykrojené. Tělo je silné, plné, zaoblené a v ramenou široké, záda jsou široká, krátká a vodorovná. Křídla jsou silná se širokými štíty a jejich ohbí mírně odstává od těla. Ocas je relativně krátký, dobře složený a zdvižený pod úhlem nejvýše 35°. Postoj je pravidelný, poměrně široký a nohy jsou velmi dlouhé, štíhlé a vzpřímené.
Peří je tvrdé a dobře přilehlé. Jeho barva je sytá a čistá. Žádné jiné plemeno nemá stejnou kresbu opeření: základní barva je bílá, barevné jsou strany hlavy, obojek až k hrudní kosti, štíty křídel, ocas s podocasníkem, horní část hřbetu a vnitřní část ramen. Od zobáku prochází po celém temeni až do záhlaví bílá pěšinka, která je 3-5 mm široká. Mezi obojkem a ohbím křídel musí být asi 1 cm široký bílý pruh. Křídelní letky jsou též bílé a to v počtu 6-11. Chová se v rázu černém, hnědém, hnědém plavém kapratém a pruhovém, modrém kapratém a pruhovém, modrém bělopruhém, červeném, červeném plavém pruhovém a žlutém.